# Anssi Salmela
Anssi Salmela (ur. 13 sierpnia 1984 w Nokii) – fiński hokeista, reprezentant Finlandii.
Jego brat Topi (ur. 1990) został także hokeistą.

## Kariera
- Tappara U16 (1999-2000)
- Tappara U18 (2000-2002)
- Tappara U20 (2001-2005)
  -  Suomi U20 (2004)
- Tappara (2001-2005)
- Pelicans (2005-2007)
- Tappara (2007-2008)
- New Jersey Devils (2008-2011)
  -  Lowell Devils (2008-2009)
  -  Chicago Wolves (2009)
  -  Atlanta Thrashers (2009-2010)
  -  Albany Devils (2011)
- Awangard Omsk (2011-2013)
- Donbas Donieck (2013)
- MODO (2013)
- HV71 (2013-2014)
- Färjestad BK (2014-2015)
- Brynäs IF (2015-2016)
- Kunlun Red Star (2016)
- Linköpings HC (2016-2017)
- Dinamo Ryga (2017-2018)
- EHC Biel (2018-2020)
- Ilves (2021)

Wychowanek klubu Ilves. Od 1 maja 2013 zawodnik Donbasu Donieck, związany rocznym kontraktem. We wrześniu 2013 tuż przed startem sezonu KHL (2013/2014) został zwolniony przez klub. Pod koniec września 2013 podpisał terminowy kontrakt z MODO na okres trzech tygodni, do 20 października wystąpił w ośmiu meczach tego zespołu i uzyskał sześć punktów. Tego samego dnia został zawodnikiem innego szwedzkiego klubu, HV 71. Od października 2014 zawodnik. Od września 2015 zawodnik Brynäs IF. Od lipca 2016 zawodnik chińskiego klubu Kunlun Red Star, beniaminka w lidze KHL. Od listopada 2016 do końca marca 2017 zawodnik Linköpings HC. Od września 2017 zawodnik Dinama Ryga. W czerwcu 2018 przeszedł do EHC Biel, gdzie w grudniu tego roku przedłużył kontrakt. Pod koniec stycznia 2021 ogłoszono jego transfer do Ilves na czas do końca lutego 2021.
Uczestniczył w turniejach mistrzostw świata w 2008, 2009, 2011, 2012, 2015, 2016.

## Sukcesy
Reprezentacyjne
- Brązowy medal mistrzostw świata juniorów do lat 20: 2004
- Brązowy medal mistrzostw świata: 2008
- Złoty medal mistrzostw świata: 2011
- Srebrny medal mistrzostw świata: 2016

Klubowe
- Brązowy medal mistrzostw Finlandii: 2008 z Pelicans

Indywidualne
- SM-liiga (2007/2008): pierwsze miejsce w klasyfikacji strzelców wśród obrońców: 15 goli (Trofeum Juhy Rantasila)